# Bettiah
Bettiah é uma cidade e um município no distrito de Pashchim Champaran, no estado indiano de Bihar.

## Geografia
Bettiah está localizada a 26° 48′ N, 84° 30′ L. Tem uma altitude média de 65 metros (213 pés).

## Demografia
Segundo o censo de 2001, Bettiah tinha uma população de 116 692 habitantes. Os indivíduos do sexo masculino constituem 53% da população e os do sexo feminino 47%. Bettiah tem uma taxa de literacia de 65%, superior à média nacional de 59,5%; com 58% para o sexo masculino e 42% para o sexo feminino. 17% da população está abaixo dos 6 anos de idade.